# ジャムス市
佳木斯市（ジャムスし、チャムスし、満洲語: ᡤᡳᠶᠠᠮᡠᠰᡳ　転写：giyamusi）は、中華人民共和国黒竜江省に位置する地級市。中国最東部にあり、中国で最も早く日が昇る所として知られ、「東方第一城」の称がある。

## 地理
佳木斯市は黒竜江省東北部、アムール川、ウスリー川、松花江が合流する三江平原に位置する。
西はハルビン市、伊春市、南は七台河市、鶏西市、北は鶴崗市、東は双鴨山市と接し、さらに東はウスリー川、北はアムール川を隔ててロシア沿海地方やハバロフスク、ビロビジャンと接する。

### 気候
ケッペンの気候区分では亜寒帯冬季少雨気候に区分される。最高気温が25度を超える日が3か月以上、最低気温が-20℃を下回る日も3か月以上に達し、寒暖の差が激しい気候である。夏は降水量は多いものの、晴天の日も多く見られる。
| 佳木斯 (1971−2000)の気候 | 佳木斯 (1971−2000)の気候 | 佳木斯 (1971−2000)の気候 | 佳木斯 (1971−2000)の気候 | 佳木斯 (1971−2000)の気候 | 佳木斯 (1971−2000)の気候 | 佳木斯 (1971−2000)の気候 | 佳木斯 (1971−2000)の気候 | 佳木斯 (1971−2000)の気候 | 佳木斯 (1971−2000)の気候 | 佳木斯 (1971−2000)の気候 | 佳木斯 (1971−2000)の気候 | 佳木斯 (1971−2000)の気候 | 佳木斯 (1971−2000)の気候 |
| 月                       | 1月                      | 2月                      | 3月                      | 4月                      | 5月                      | 6月                      | 7月                      | 8月                      | 9月                      | 10月                     | 11月                     | 12月                     | 年                       |
| ------------------------ | ------------------------ | ------------------------ | ------------------------ | ------------------------ | ------------------------ | ------------------------ | ------------------------ | ------------------------ | ------------------------ | ------------------------ | ------------------------ | ------------------------ | ------------------------ |
| 最高気温記録 °C （°F）   | 1.8 (35.2)               | 9.8 (49.6)               | 20.2 (68.4)              | 29.2 (84.6)              | 33.5 (92.3)              | 35.4 (95.7)              | 38.8 (101.8)             | 35.8 (96.4)              | 30.8 (87.4)              | 26.1 (79)                | 15.1 (59.2)              | 5.0 (41)                 | 38.8 (101.8)             |
| 平均最高気温 °C （°F）   | −12.7 (9.1)              | −7.3 (18.9)              | 1.5 (34.7)               | 12.7 (54.9)              | 20.4 (68.7)              | 25.0 (77)                | 27.6 (81.7)              | 25.8 (78.4)              | 20.1 (68.2)              | 11.2 (52.2)              | −0.8 (30.6)              | −10.5 (13.1)             | 9.4 (49.0)               |
| 日平均気温 °C （°F）     | −18.5 (−1.3)             | −13.9 (7)                | −4.3 (24.3)              | 6.2 (43.2)               | 13.9 (57)                | 19.3 (66.7)              | 22.5 (72.5)              | 20.5 (68.9)              | 14.0 (57.2)              | 5.3 (41.5)               | −6.0 (21.2)              | −15.6 (3.9)              | 3.62 (38.51)             |
| 平均最低気温 °C （°F）   | −24 (−11)                | −20.2 (−4.4)             | −10.7 (12.7)             | −0.2 (31.6)              | 7.2 (45)                 | 13.9 (57)                | 17.7 (63.9)              | 15.8 (60.4)              | 8.3 (46.9)               | −0.2 (31.6)              | −10.8 (12.6)             | −20.4 (−4.7)             | −2 (28.5)                |
| 最低気温記録 °C （°F）   | −39.5 (−39.1)            | −35.2 (−31.4)            | −35.2 (−31.4)            | −11.9 (10.6)             | −6.0 (21.2)              | 3.8 (38.8)               | 8.7 (47.7)               | 5.4 (41.7)               | −3.2 (26.2)              | −17.0 (1.4)              | −28.4 (−19.1)            | −34.5 (−30.1)            | −39.5 (−39.1)            |
| 降水量 mm （inch）       | 3.7 (0.146)              | 5.0 (0.197)              | 9.4 (0.37)               | 21.1 (0.831)             | 46.3 (1.823)             | 91.4 (3.598)             | 104.0 (4.094)            | 122.2 (4.811)            | 61.4 (2.417)             | 33.6 (1.323)             | 10.0 (0.394)             | 8.4 (0.331)              | 516.5 (20.335)           |
| 平均降水日数 （≥0.1 mm） | 5.8                      | 5.1                      | 5.7                      | 7.7                      | 11.3                     | 13.4                     | 12.7                     | 13.8                     | 11.1                     | 8.7                      | 5.8                      | 7.2                      | 108.3                    |
| 出典：Weather China      |                          |                          |                          |                          |                          |                          |                          |                          |                          |                          |                          |                          |                          |

## 歴史
佳木斯は清代の康熙年間後半より甲母克寺噶珊、嘉木寺、賈木司、佳木斯などの表記で史書に登場している。語源はナナイ語（ホジェン語、赫哲語。ナナイの項参照）で「骨」または「死体」を表すギャムセ（giamse）とも、満洲語で「駅丞」 または「站官」を表すギャムシ（giyamusi）とも言われている。
辛亥革命後は漢人の入植者が増加し、松花江下流随一の良港として発展した。満洲国が建国されると新設された三江省の省都となり、周辺の穀倉地帯の拠点として、また沿海地方のソ連軍に対する将来の戦争の際の防衛・侵攻の拠点として重要な都市とみなされ、輸送・軍事用の鉄道などが整備された。1937年には図佳線（図們 - 佳木斯）、1940年には綏佳線（綏化 - 佳木斯）が開通し、東満洲一帯の農産物集積地となった。1937年には市に昇格している。満洲国時代には初期の武装移民団は佳木斯南方の広大な沃野に入植し、弥栄村がその代表としてしばしば日本に紹介された。エスペランティストの緑川英子が亡くなった地でもある。

## 行政区画
4市轄区・3県級市・3県を管轄する。
- 市轄区：
  - 前進区・向陽区・東風区・郊区
- 県級市：
  - 同江市・富錦市・撫遠市
- 県：
  - 樺川県・樺南県・湯原県

| ジャムス市の地図                                                                                |
| ----------------------------------------------------------------------------------------------- |
| 1 2 3 郊区 樺南県 樺川県 湯原県 同江市 富錦市 撫遠市 1. 向陽区 2. 前進区 3. 東風区 （黒瞎子島） |

### 年表
この節の出典

#### 松江省佳木斯市
- 1949年10月1日 - 中華人民共和国松江省佳木斯市が発足。(1市)
- 1954年6月19日 - 松江省の黒龍江省への編入により、黒龍江省佳木斯市となる。

#### 黒龍江省佳木斯市(第1次)
- 1956年3月6日 - 合江専区樺川県の一部を編入。(1市)
- 1958年1月15日 - 長安区・三合区・和平区・郊区が発足。(4区)
- 1958年6月27日 - 佳木斯市が合江専区に編入。

#### 合江地区
- 1954年6月19日 - 松江省樺川県・集賢県・撫遠県・富錦県・蘿北県・宝清県・依蘭県・湯原県・勃利県・樺南県・饒河県を編入。黒龍江省合江専区が成立。(11県)
- 1956年3月6日 (10県)
  - 樺南県が樺川県に編入。
  - 樺川県の一部が集賢県、佳木斯市に分割編入。
- 1956年8月13日 - 富錦県の一部が蘿北県に編入。(10県)
- 1956年12月18日 - 牡丹江専区鶏西県の一部が勃利県に編入。(10県)
- 1958年6月27日 - 佳木斯市・鶴崗市・双鴨山市を編入。佳木斯市が県級市に降格。(3市10県)
- 1959年4月24日 - 富錦県の一部(同江郷)が撫遠県に編入。(3市10県)
- 1960年1月7日 - 饒河県が牡丹江専区虎林県と合併し、牡丹江専区虎饒県となる。(3市9県)
- 1960年4月29日 (3市9県)
  - 集賢県の一部が分立し、友誼県が発足。
  - 集賢県の残部が双鴨山市に編入。
- 1962年10月20日 - 友誼県および双鴨山市の一部が合併し、集賢県が発足。(3市9県)
- 1962年11月18日 - 牡丹江専区虎饒県を編入。(3市10県)
- 1963年1月20日 - 虎饒県の一部が牡丹江専区密山県に編入。(3市10県)
- 1963年12月28日 - 富錦県の一部が分立し、綏浜県が発足。(3市11県)
- 1964年6月5日 (3市13県)
  - 虎饒県が分割され、虎林県・饒河県が発足。
  - 樺川県の一部が分立し、樺南県が発足。
  - 佳木斯市の一部が樺川県に編入。
  - 鶴崗市の一部が蘿北県・湯原県に分割編入。
- 1964年12月7日 - 集賢県の一部が分立し、友誼県が発足。(3市14県)
- 1965年2月2日 - 勃利県の一部が分立し、七台河特区が発足。(3市14県1特区)
- 1965年8月23日 - 撫遠県の一部が分立し、同江県が発足。(3市15県1特区)
- 1966年2月8日 (15県1特区)
  - 佳木斯市が地級市の佳木斯市に昇格。
  - 鶴崗市が地級市の鶴崗市に昇格。
  - 双鴨山市が地級市の双鴨山市に昇格。
- 1968年 - 合江専区が合江地区に改称。(15県1特区)
- 1968年4月8日 - 佳木斯市を編入。佳木斯市が県級市に降格。(1市15県1特区)
- 1970年4月1日 (2市14県)
  - 虎林県が牡丹江地区に編入。
  - 七台河特区が市制施行し、七台河市となる。
- 1973年3月1日 - 友誼県が集賢県に編入。(2市13県)
- 1982年8月23日 - 樺川県・樺南県・依蘭県のそれぞれ一部が佳木斯市に編入。(2市13県)
- 1983年10月8日 (12県)
  - 佳木斯市が地級市の佳木斯市に昇格。
  - 七台河市が地級市の七台河市に昇格。
  - 勃利県が七台河市に編入。
  - 宝清県の一部が七台河市に編入。
- 1984年12月5日 - 集賢県の一部が分立し、友誼県が発足。(13県)
- 1984年12月15日 - 樺南県・集賢県・宝清県・富錦県・依蘭県・湯原県・樺川県・蘿北県・綏浜県・饒河県・同江県・撫遠県・友誼県が佳木斯市に編入。

#### 黒龍江省佳木斯市(第2次)
- 1966年2月8日 - 合江専区佳木斯市が地級市の佳木斯市に昇格。長安区・三合区・佳東区・和平区が成立。(4区)
- 1968年4月8日 - 佳木斯市が合江地区に編入。

#### 黒龍江省佳木斯市(第3次)
- 1983年10月8日 - 合江地区佳木斯市が地級市の佳木斯市に昇格。向陽区・永紅区・前進区・東風区・郊区が成立。(5区)
- 1984年12月15日 - 合江地区樺南県・集賢県・宝清県・富錦県・依蘭県・湯原県・樺川県・蘿北県・綏浜県・饒河県・同江県・撫遠県・友誼県を編入。(5区13県)
- 1987年2月24日 - 同江県が市制施行し、同江市となる。(5区1市12県)
- 1987年11月6日 (5区1市9県)
  - 集賢県が双鴨山市に編入。
  - 蘿北県・綏浜県が鶴崗市に編入。
- 1988年8月30日 - 富錦県が市制施行し、富錦市となる。(5区2市8県)
- 1991年2月2日 (5区2市5県)
  - 依蘭県がハルビン市に編入。
  - 宝清県・友誼県が双鴨山市に編入。
- 1993年7月5日 - 饒河県が双鴨山市に編入。(5区2市4県)
- 2006年7月27日 - 永紅区が郊区に編入。(4区2市4県)
- 2016年1月13日 - 撫遠県が市制施行し、撫遠市となる。(4区3市3県)

## 教育

### 大学
- ジャムス大学（中国語版） - 1995年に4大学を併合して設立。
- ジャムス職業学院（中国語版）

## 交通

### 航空
- ジャムス東郊空港
- 建三江湿地空港
- 撫遠東極空港（中国語版）

### 鉄道

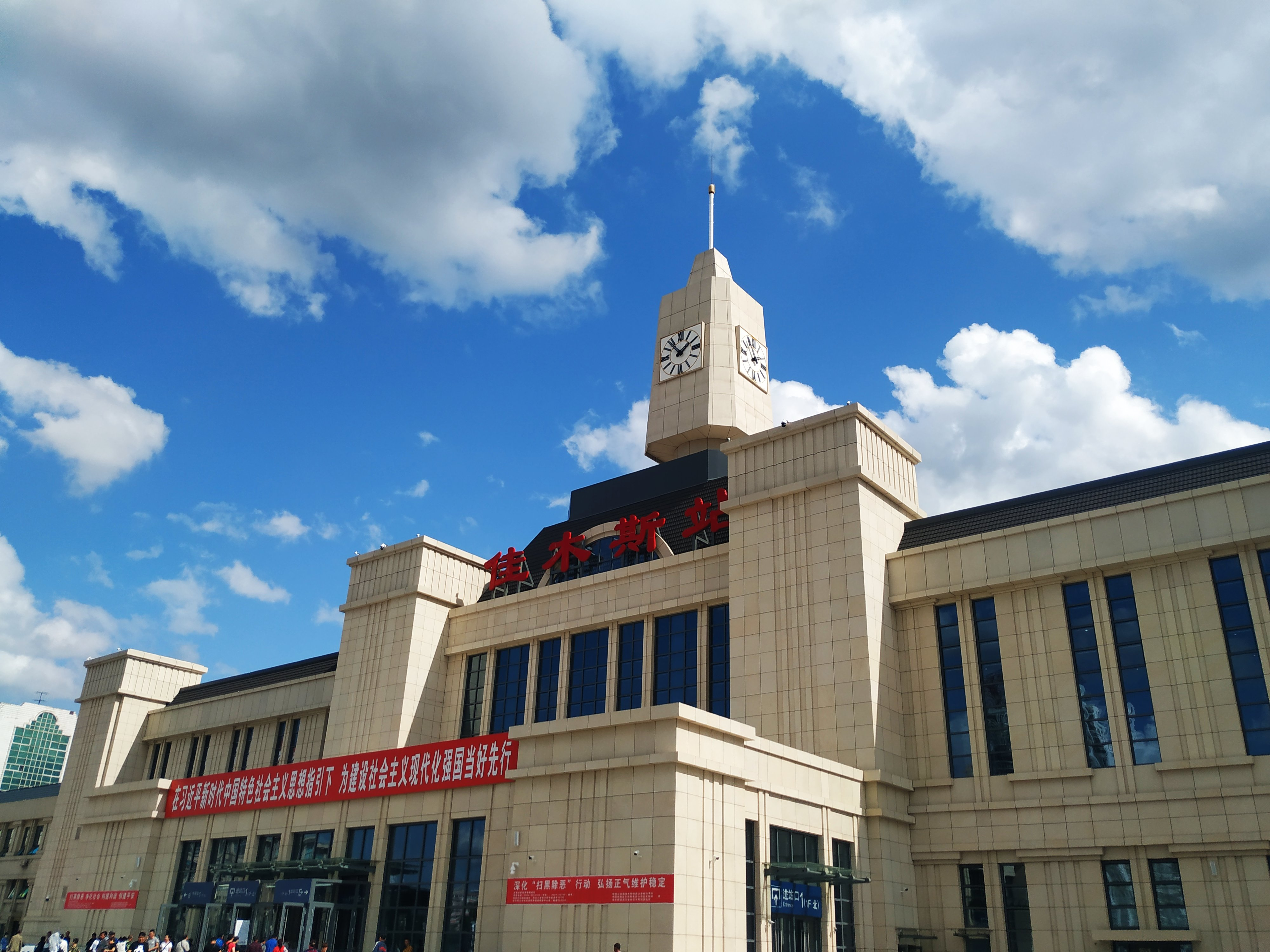
ジャムス駅

- 中国国家鉄路集団
  - 中国鉄路ハルビン局集団公司
    - 哈佳線
    - 牡佳旅客専用線（中国語版）
    - 綏佳線
    - 鶴崗線
    - 図佳線
    - 佳富線
    - 福前線
    - 前撫線
    - 向哈線

- 同江鉄路大橋

### 道路
- 高速道路
  - 鶴大高速道路
  - 哈同高速道路
  - 建黒高速道路
  - 建鶏高速道路

- 国道
  -  G102国道
  -  G201国道
  -  G221国道（中国語版）

## 健康・医療・衛生
- 佳木斯大学附属口腔医院（第二医院）、佳木斯大学附属第一医院、佳木斯大学附属第三医院（佳木斯大学康復医学院）、佳木斯市中心医院
- 佳木斯市紅十字医院、佳木斯市郊区人民医院、同江市人民医院、富錦市中心医院、撫遠市人民医院、樺川県人民医院、樺南県人民医院
- 湯原県中心医院

## 名所・旧跡・観光スポット
国家級自然保護区
- 黒竜江三江自然保護区（国際重要湿地名録）
- 黒竜江洪河自然保護区（国際重要湿地名録）
- 黒江八岔島自然保護区

国家森林公園
- 大亮子河国家森林公園
- 街津山国家森林公園
- 富錦五頂山国家森林公園

全国重点文物保護単位
- 三江平原漢魏時期遺址（中国語版）
- 瓦里霍呑城址
- 桃温万戸府故城（中国語版）
- 莽吉塔站故城

## 友好都市
- 韮崎市、山梨県（日本） - 満洲開拓移民団ゆかりとして締結された。
- コムソモリスク・ナ・アムーレ、ハバロフスク地方、極東連邦管区（ロシア）
- ショールヘイブン（英語版）、ニューサウスウェールズ州（オーストラリア）
- アヴェッリーノ、カンパニア州（イタリア）
- 東海市、江原特別自治道（大韓民国）